# Łukom (wieś)
Łukom – wieś w Polsce, położona w województwie wielkopolskim, w powiecie słupeckim, w gminie Zagórów.

## Historia
Pierwsza wzmianka o Łukomiu pochodzi z 1240 roku. Była własnością szlachecką. W XIX wieku istniało we wsi wzorowo prowadzone gospodarstwo rolne, w którym hodowano m.in. konie półkrwi angielskiej. W końcu tego stulecia czynna była we wsi gorzelnia parowa (uruchomiona w 1851 roku), tartak i młyn. W okresie PRL-u we wsi powstało gospodarstwo należące do przedsiębiorstwa PGR Strzałkowo.  
W latach 1954–1972 wieś należała i była siedzibą władz gromady Łukom. W latach 1975–1998 miejscowość administracyjnie należała do województwa konińskiego.

## Pałac i park
We wsi znajduje się park dworski wpisany do krajowego rejestru zabytków pod nr rej.: ks.2-I-2a/35/48 z 20.07.1949 r. W parku jest 5 pomników przyrody: platan klonolistny, buk zwyczajny, dwa jesiony wyniosłe oraz aleja grabowa. Znajduje się w nim też pałac, który był własnością rodziny Chełmskich. Powstał w drugiej połowie XVII wieku wzniesiony przez Jędrzeja Ścibora Chełmskiego. Stawy w parku oraz kanał stanowiący jego granicę kopali, według miejscowego podania, jeńcy tureccy, sprowadzeni tutaj spod Wiednia w latach 1683-1684 przez Marcyana Ścibora - Chełmskiego - oboźnego koronnego, ówczesnego właściciela wsi. 